# Räddningstjänst vid utsläpp av radioaktiva ämnen
Räddningstjänst vid utsläpp av radioaktiva ämnen innebär räddningstjänst vid utsläpp till följd av kärnteknisk olycka som är så omfattande att särskilda åtgärder krävs för att skydda samhället. Räddningsinsats kan också göras vid överhängande fara för en sådan situation. Med kärnteknisk olycka avses olycka i kärnteknisk anläggning, till exempel kärnkraftverk med utsläpp av radioaktiva ämnen.
Vid svenska eller utländska kärntekniska olyckor ansvarar länsstyrelsen för ledning och samordning av räddningstjänsten inom berörda län. Räddningsledare utses av länsstyrelsen. Länsstyrelserna i Sveriges så kallade kärnkraftslän, de län där det finns kärnkraftverk, har beredskap och planering för denna typ av händelser.
Även övriga länsstyrelser har viss beredskap för dessa situationer. Denna beredskap går ut på att snabbt genomföra skyddsåtgärder för att förhindra strålskador, undvika höga stråldoser och lindra konsekvensen i samhället.
De skyddsåtgärder som på kort sikt kan vidtas för att minska stråldosen till allmänheten är:
- inomhusvistelse
- intag av jodtabletter
- utrymning